# Gunvor Göransson

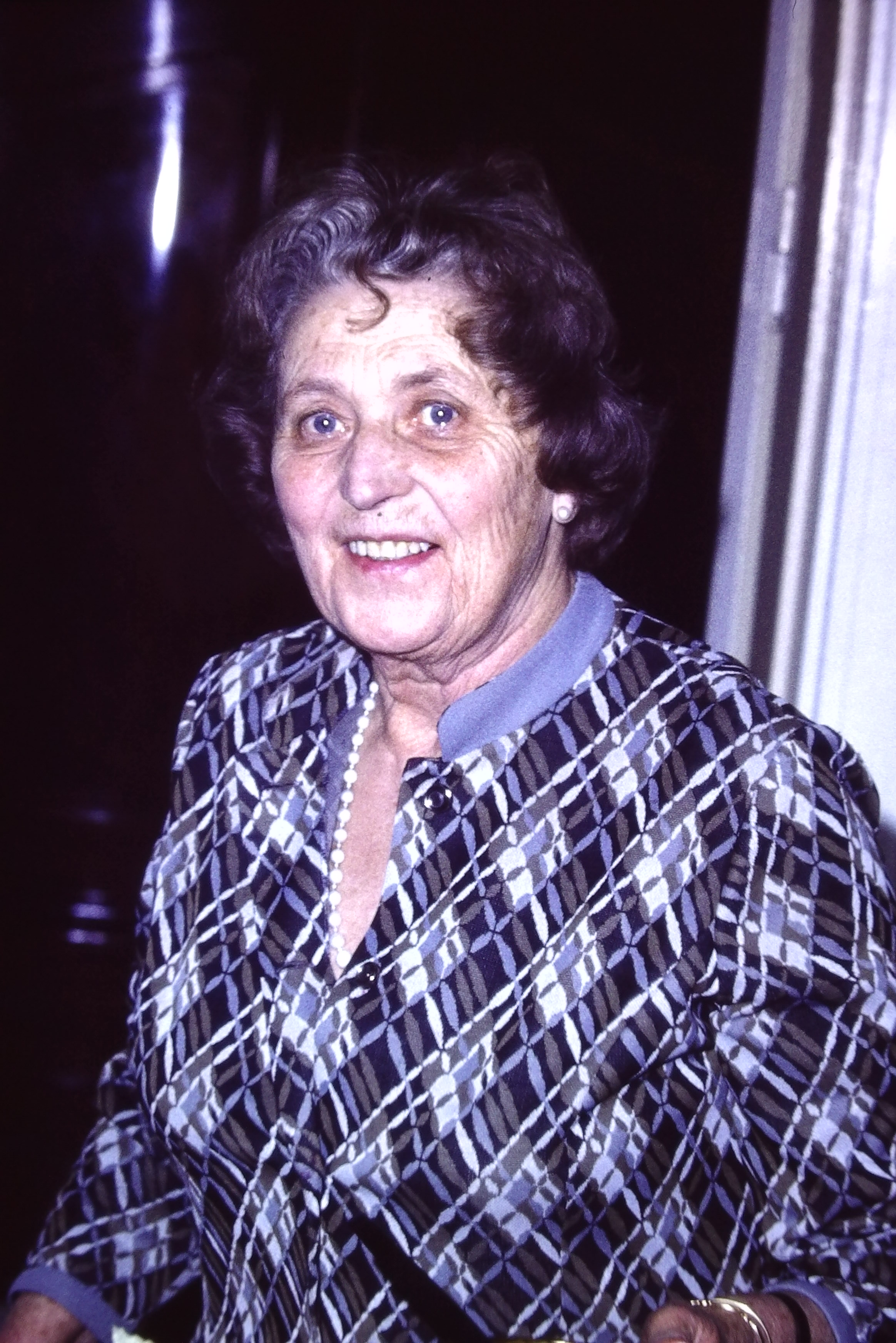
Gunvor Göransson, fotograferad 1975

Gunvor Göransson, född 1906, död 1995, var sonsondotter till Göran Fredrik Göransson, grundaren av Sandvikens Jernverk. Hon nekades, trots sin utbildning och önskan, tjänst vid verket. Genom arv innehade hon en ansenlig aktiepost vid verket. 1983 skänkte hon aktier värda en miljon kronor till Sandvikens kommun, som genom Gunvor Göranssons kulturstiftelse årligen delar ut stipendier och priser till talanger från Gävle-Sandvikenområdet. 